# Миддлтон, Сидней
Сидней Альберт «Сид» Миддлтон DSO MBE (англ. Sydney Albert "Syd" Middleton; 24 февраля 1884, Сидней — 2 сентября 1945, Кенсингтон) — австралийский регбист и гребец, чемпион летних Олимпийских игр 1908 года и капитан сборной Австралии в серии тест-матчей 1910 года. Участник соревнований по академической гребле в рамках летних Олимпийских игр 1912 года, победитель Королевской регаты Хенли 1912 года и обладатель Большого кубка вызова (победитель среди восьмёрок). В составе Австралийских имперских сил участник Первой мировой войны (майор), в 1919 году после окончания войны выиграл Регату мира Хенли, став обладателем Кубка Короля.

## Регбийная карьера
Миддлтон начинал играть за сиднейскую команду «Глиб». В 1908 году провёл первый матч за команду Нового Южного Уэльса против команды Квинсленда, после чего попал в заявку команды Нового Южного Уэльса на игру против англо-валлийской сборной. Сыграл всего 12 матчей, в том числе 4 как капитан команды.
Участвовал в турне австралийской сборной по Великобритании, капитаном которой был Падди Моран. Миддлтон был заявлен на 31 матч из 36 (в том числе на первые 15 матчей сборной). Он выступил на летних Олимпийских играх в Лондоне в составе команды Австралазии: команда, которой фактически была сборная Австралии, победила команду Великобритании (клуб «Корнуолл») со счётом 32:3, причём игра также прошла в рамках этого турне.
Первый тест-матч провёл 9 января 1909 года в Блэкхите против Англии, позже сыграл ещё три тест-матча против Новой Зеландии, выиграв один из них. Всего сыграл 33 матча за сборную Австралии (с учётом нетестовых игр), проведя три в качестве капитана. От перехода в регбилиг он отказался. Из регби он окончательно ушёл в 1911 году.

### Стиль игры
Миддлтон был вторым по росту среди игроков австралийской сборной, участвовавших в турне 1908—1909 годов. Участвовал в розыгрышах коридоров, также был хорош в защите.

## Карьера в академической гребле

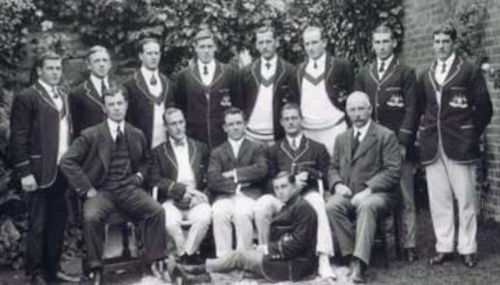
Экипаж австралийской «восьмёрки» и австралийская делегация на летних Олимпийских играх 1912 года: Миддлтон в заднем ряду, третий справа

После ухода из регби Миддлтон занялся академической греблей, став гребцом в команде Сиднейского гребного клуба. С 1906 по 1911 годы он соревновался в восьмёрках за команду Нового Южного Уэльса: с командой он выступал на чемпионате Австралии в 1906, 1907, 1910 и 1911 годах в рамках «межштатской регаты» (англ. Australian Interstate Regatta), выиграв чемпионат в 1910 и 1911 годах.
В 1912 году Миддлтон в составе экипажа сиднейской «восьмёрки» выиграл Королевскую регату Хенли на Темзе и стал обладателе Большого кубка вызова, разыгранного в этой категории. После победы команда отправилась на Олимпиаду в Стокгольме, победив хозяев турнира в первом раунде и проиграв Великобритании во втором раунде: по иронии судьбы, британскую сборную представлял клуб «Линдер», который потерпел поражение в регате Хенли в борьбе против австралийцев.

## Воинская служба
В 1915 году Миддлтон отправился добровольцем на фронт Первой мировой войны: в звании лейтенанта он начал службу в роте B 19-го батальона Австралийских имперских сил, отправившись на борту судна HMAT Ceramic из Сиднея 25 июня 1915 года.
19-й батальон в августе 1915 года высадился на территории Османской империи в ходе Дарданелльской операции. Миддлтон участвовал в сражении за высоту 60 и холм полковника Поупа (англ. Pope Hill, оставался в составе батальона вплоть до эвакуации. Позже участвовал в сражениях за Позьер и за Фландрию; службу прошёл в 17-м, 18-м и 19-м батальонах. Дослужился до звания майора в 17-м батальоне (произведён в мае 1917 года), последний бой провёл под Монбреэном незадолго до подписания Компьенского перемирия.
В 1918 году Миддлтон был упомянут в донесении, в 1919 году награждён орденом «За выдающиеся заслуги», а в 1920 году — орденом Британской империи. В представлении к ордену «За выдающиеся заслуги» писалось следующее:

Батальон обязан многим своим успехам именно такому прекрасному типу офицеров. Он командовал 17-м батальоном 14 мая 1918 года к востоку от Эйлли, недалеко от Амьена, когда враг предпринял крайне решительную атаку на позиции, удерживаемые 18-м батальоном. тот способ, с помощью которого он решил ситуацию и восстановил положение линии фронта, демонстрирует его великие инициативу и лидерские качества.
Оригинальный текст (англ.)The battalion owes much of its success to the splendid example set by this very fine type of officer. He was in command of the 17th Bttn. on the 14th May 1918 east of Heilly, near Amiens when the enemy made a very determined attack on the front held by the 17th Bttn and the manner in which he handled the situation and quickly restored the line showed great initiative and leadership.

В спортивный журнал «The Referee» Миддлтон направил из турецких земель следующее письмо:

Здесь десятки игроков, менее известных людям и выступающих на менее важных уровнях. Я встречаю их каждый день. Человек всегда здесь чем-то рискует, и здесь поджидают множество неприятностей, но я всё ещё держусь и надеюсь, что у меня будет немножко свободного времени. Я ещё не убил ни одного турка, однако они достаточно часто ко мне приближаются слишком близко. Тот ущерб, который мы наносим друг другу в боях, чаще вызван артиллерийскими снарядами и бомбами. Мы никогда не видим результаты этого, но вокруг нас достаточно свидетельств боёв врукопашную, и порой они слишком близко, если уж быть откровенным.
Оригинальный текст (англ.)There are dozens of footballers of lesser fame and lower grades knocking about. I meet them every day. A man is always taking a bit of a risk here, and there’s plenty of sickness about: but I’m still going strong, and hope to be for some little time yet. I haven’t killed a Turk yet, but they have gone pretty close to me far too often. The damage we do one another in the style of warfare is mainly from shells and bombs, and we never see the results in these cases, but there’s plenty evidence of former willing hand-to-hand goes lying about all round us, far too close to be pleasant if one’s at all delicate.

## Послевоенные годы

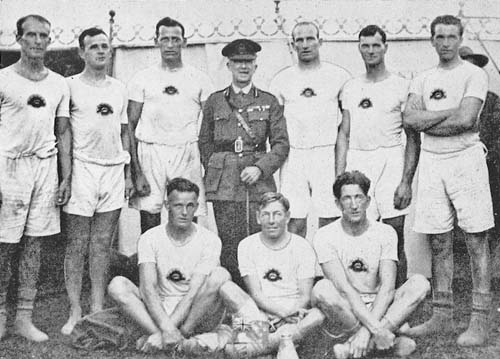
Восьмёрка Австралийских имперских сил. Задний ряд: Клайв Дишер, Джордж Меттем, Генри Хауэнстайн, Толбот Хоббс, Сидней Миддлтон, Артур Скотт, Томас Макгилл. Сидят: Арчи Робб, Альберт Э. Смедли и Фред Хаус

После подписания перемирия Миддлтон был назначен организационным секретарём Управляющего совета по вопросам спорта при Австралийских имперских силах: войска перед демобилизацией должны были принять участие в специальных соревнованиях, приуроченных к окончанию боевых действий.
В феврале 1919 года Миддлтон занялся подготовкой гребцов в связи со специальной регатой Хенли, которая получила название «Регата мира» (англ. Peace Regatta) и должна была состояться в июле того же года. В обязанности Миддлтона также входили выбор гостиниц для гребцов, а также подготовка снаряжения и тренерского состава. Однако в мае 1919 года, когда уже состоялись матчи по регби, турниры по боксу и лёгкой атлетике, Миддлтон, используя свои полномочия, добился того, чтобы лично войти в сборную на правах участника. В экипаже-восьмёрке он занял позицию номер 6, приняв участие в так называемой Победной регате Марлоу (англ. Marlowe Victory Regatta), а в июле выступил уже в регате мира Хенли на той же позиции: перед ним на 5-й позиции находился Хауэнстайн, участвовавший в регатах в Новом Южном Уэльсе и в Олимпийской регате 1912 года. В регате Хенли восьмёрка с Миддлтоном в составе выиграла гонку, а победителям вручил кубок лично Георг V: после этого кубок, получивший название Кубка Короля, стал ежегодно разыгрываться в соревнованиях по академической гребле среди мужчин в рамках чемпионата Австралии.
В сентябре 1921 года в Лондоне Сид Миддлтон женился на сестре милосердия Мэрион Стритфилд (англ. Marion Streatfield): он познакомился с ней в 10-м госпитале Британского Красного креста (англ. 10th British Red Cross Hospital) в Ле-Трепоре, когда заболел катаральной желтухой. Пара проживала в Южном Кенсингтоне, в Иверна-Гарденс. В браке родился сын Джон Питер Миддлтон, второй лейтенант 12-го уланского полка вооружённых сил Великобритании, участвовавший в боях в Италии в 1944 году. Сид Миддлтон скоропостижно скончался 2 сентября 1945 года.

## Награды

### Спортивные
- Олимпийский чемпион: 1908

### Военные
- Орден «За выдающиеся заслуги»: 1919
- Орден Британской империи: 1920 (член ордена)
- Звезда 1914—15
- Британская военная медаль
- Медаль Победы